# English Touring Opera

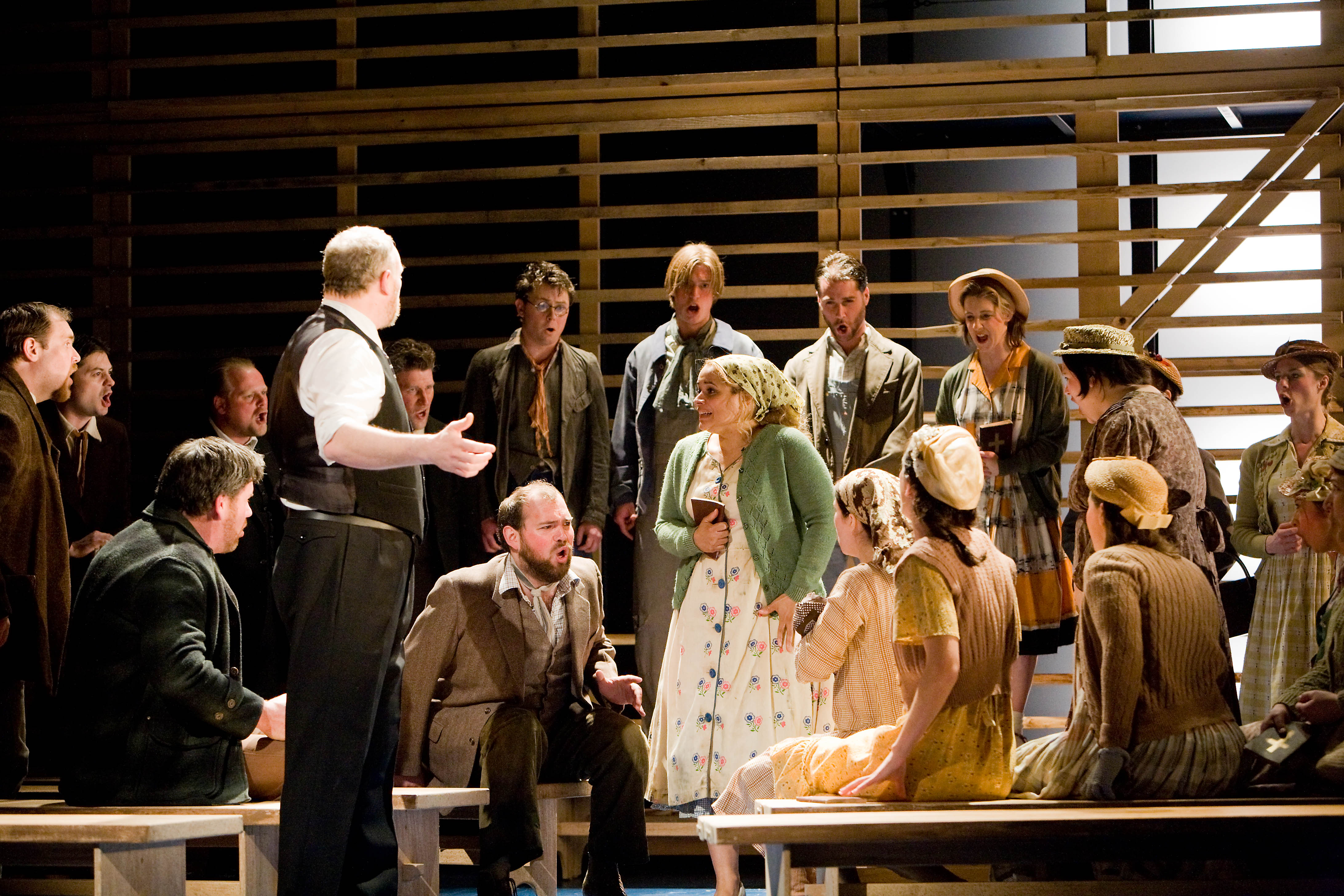
Susannah mit Andrew Slater und Donna Bateman, 2008

Die English Touring Opera (ETO) ist eine englische Opernkompagnie, die 1949 unter dem Namen Opera for All vom Arts Council of Great Britain gegründet wurde. 1979 entstand daraus die Opera 80, 1992 bekam die Truppe ihren heutigen Namen.
Die ETO wird vom Arts Council England unterstützt. Intendant und Chefregisseur ist seit 2002 James Conway, musikalischer Leiter ist Michael Rosewell.

## Geschichte
Im Jahr 1949 beauftragte der Arts Council of Great Britain eine kleine Truppe mit dem Namen Opera for All, in kleineren Städten und Dörfern die Kunstform Oper vorzustellen. Das Unternehmen begann im September 1949 einer ersten Vorstellung in Blaenau Ffestiniog, einer kleinen Minenstadt im Nordwesten von Wales. Die Truppe bestand damals aus vier Sängern, einem Pianisten und einem compère/stage manager, die Aufführungen wurden noch ohne richtiges Bühnenbild gespielt. In der ersten Saison wurden 69 Orte im Vereinigten Königreich besucht. Das Projekt entwickelte sich weiter und bereits 1952 konnte Così fan tutte in einer bescheidenen Bühnenfassung gezeigt werden.
Dreißig Jahre nach der Gründung wurde das Projekt als Opera 80 neu aufgestellt. Alljährlich wurden nunmehr zwei Tourneen veranstaltet, eine im Frühling, eine im Herbst, in richtigen Inszenierungen mit Bühnenbild, Kostüm und Maske und mit einem 30-köpfigen Orchester. Im Lauf von 18 Wochen wurden 25 Städte bespielt, überwiegend mit englischsprachigen Fassungen von Werken Mozarts, Verdis und Brittens. In London spielte man im Sadler’s Wells, die Opera 80 gastierte aber auch beim Bath Festival und in Frankreich. 1983 wurde David Parry Musikdirektor der ETO. 1989 stellte eine Produktion dieser Kompagnie, Mozarts Le nozze di Figaro, den Auftakt des Festivals Garsington Opera dar, die danach ihre Aufführungen selbst produzierte.
1992 erhielt die Truppe ihren heutigen Namen. Sie ist eine gemeinnützige Organisation, die das Verständnis für die Oper in breiten Bevölkerungsschichten und im ganzen Land fördern möchte. Daher werden die Aufführungen nach wie vor in englischer Sprache gesungen. Spielstätten sind oft kleinere Bühnen und Veranstaltungssäle, in denen nie zuvor Opern gespielt wurden, beispielsweise in Cambridge, Exeter, Poole, Cheltenham, Malvern, Crawley, Sheffield, Wolverhampton, Buxton, Durham and Perth. Der Arts Council England fördert das Projekt kontinuierlich, beispielsweise mit £1.577.015 in der Spielzeit 2012/13 und mit £1.819.244 in der Spielzeit 2014/15. Im Mai 2024 gab die ETO bekannt, ihren Sitz von London nach Sheffield zu verlegen.

## Künstler
Zumeist verpflichtet die English Touring Opera junge Künstler am Beginn ihrer Laufbahn. Einige von ihnen haben später breitere Bekanntheit erlangt, wie Jake Arditti, Sarah Connolly, Alison Hagley und Simon Wallfisch, aber auch die in Kontinentaleuropa noch weniger bekannten Sänger Sylvia O’Brien, Amanda Echalaz, Susan Gritton, Paul Nilon, Mary Plazas, Jonathan Veira und Todd Wilander.
Zu den Dirigenten der Kompagnie zählten und zählen Martin André, Stephen Barlow, Ivor Bolton, Laurence Cummings, Richard Farnes, Leo Hussain und Nicholas Kraemer, zu den Regisseuren Robert Carsen, Declan Donnellan, Richard Jones und Steven Pimlott.
Im September 2021 wurde bekannt, dass etwa die Hälfte der Orchestermitglieder zur Folgesaison durch neue Instrumentalisten ersetzt werden. Als Grund wurden die eigenen Vielfaltskriterien genannt, denen die betroffenen weißen Musiker nicht entsprechen würden Zhang Zhang, Geiger des Monte-Carlo Philharmonic Orchestra, nannte die Entscheidung „Rassismus“.